# Quận Carver, Minnesota
Quận Carver là một quận Minnesota, Hoa Kỳ. Quận lỵ đóng ở Chaska6. Theo điều tra dân số năm 2000 của Cục Thống kê Dân số Hoa Kỳ, quận có dân số 70.205 người 2. Quận là một phần vùng đô thị Minneapolis-St. Paul.

## Địa lý
Theo Cục Thống kê Dân số Hoa Kỳ, quận có diện tích tổng cộng 376 dặm vuông Anh (973,8 km2), trong đó có 19 dặm vuông Anh (49,2 km2) là diện tích mặt nước.